# Vincenzo Picardi
Vincenzo Picardi, född 20 oktober 1983 i Casoria, Italien, är en italiensk boxare som tog OS-brons i flugviktviktsboxning 2008 i Peking. Han lyckades inte kvalificera sig till boxningstävlingarna 2004 i Aten.

## Meriter

### Olympiska meriter

#### Olympiska sommarspelen 2008
- Huvudartikel: Boxning vid olympiska sommarspelen 2008

| Tävlande         | Viktklass | Sextondelsfinal        | Åttondelsfinal       | Kvartsfinal          | Semifinal             | Final                |
| Tävlande         | Viktklass | Motståndare Resultat   | Motståndare Resultat | Motståndare Resultat | Motståndare Resultat  | Motståndare Resultat |
| ---------------- | --------- | ---------------------- | -------------------- | -------------------- | --------------------- | -------------------- |
| Vincenzo Picardi | Flugvikt  | Chiyanika (ZAM) W 10-3 | Payano (DOM) W 8-4   | Cherif (TUN) W 7-5   | Jongjohor (THA) L 1-7 | Gick inte vidare     |